# Adrián Ramos
Gustavo Adrián Ramos Vásquez (Santander de Quilichao, 22 de janeiro de 1986) é um futebolista colombiano que atua atacante. Atualmente, defende o América de Cali

## Clubes

### América de Cali
Ramos começou a carreira no América de Cali. Posteriormente, ele foi enviado em dois clubes diferentes para ganhar um pouco de experiência na concessão de empréstimos. Quando voltou ao América de Cali, ele mostrou todo o seu talento, marcando 44 golos em 106 jogos, o que deu o campeonato colombiano para seu clube, que não o vencia há 6 anos.

### Trujillanos
Foi emprestado para o Trujillanos, clube da Venezuela, por onde realizou quinze partidas e marcou oito gols.

### Santa Fe
Novamente foi emprestado, desta vez para o Santa Fe, por onde realizou 31 jogos e marcou cinco gols.

### Hertha Berlim
Na temporada seguinte, Adrián partiu para à Europa, muito convincente com o América de Cáli, com sua jovem idade, ele reforçou o Hertha Berlim. Apesar de uma temporada decepcionante do seu clube, ele marcou 10 golos em 29 partidas. Apesar do pouco tempo, rapidamente se impôs na Alemanha, apesar do rebaixamento do Hertha Berlim, ele ficou por mais um ano, apesar do interesse de vários clubes como o Toulouse,, Twente e Hoffenheim.

### Borussia Dortmund
Foi anunciado como novo reforço do Borussia Dortmund no dia 9 de abril de 2014.

## Seleção nacional
Participou na Copa do Mundo de Sub-17 em 2003. Marcou três golos contra o país anfitrião, a Finlândia, na fase de grupos. Estreou pela seleção principal em 20 de agosto de 2008, numa partida amistosa contra o Equador. Ramos também participou da Copa do Mundo FIFA de 2014.

## Títulos

### América de Cali
- Copa Mustang: 2008[3]

### Borussia Dortmund
- Supercopa da Alemanha: 2014